# Compagnie anonyme du chemin de fer de Lille à Valenciennes et ses Extensions

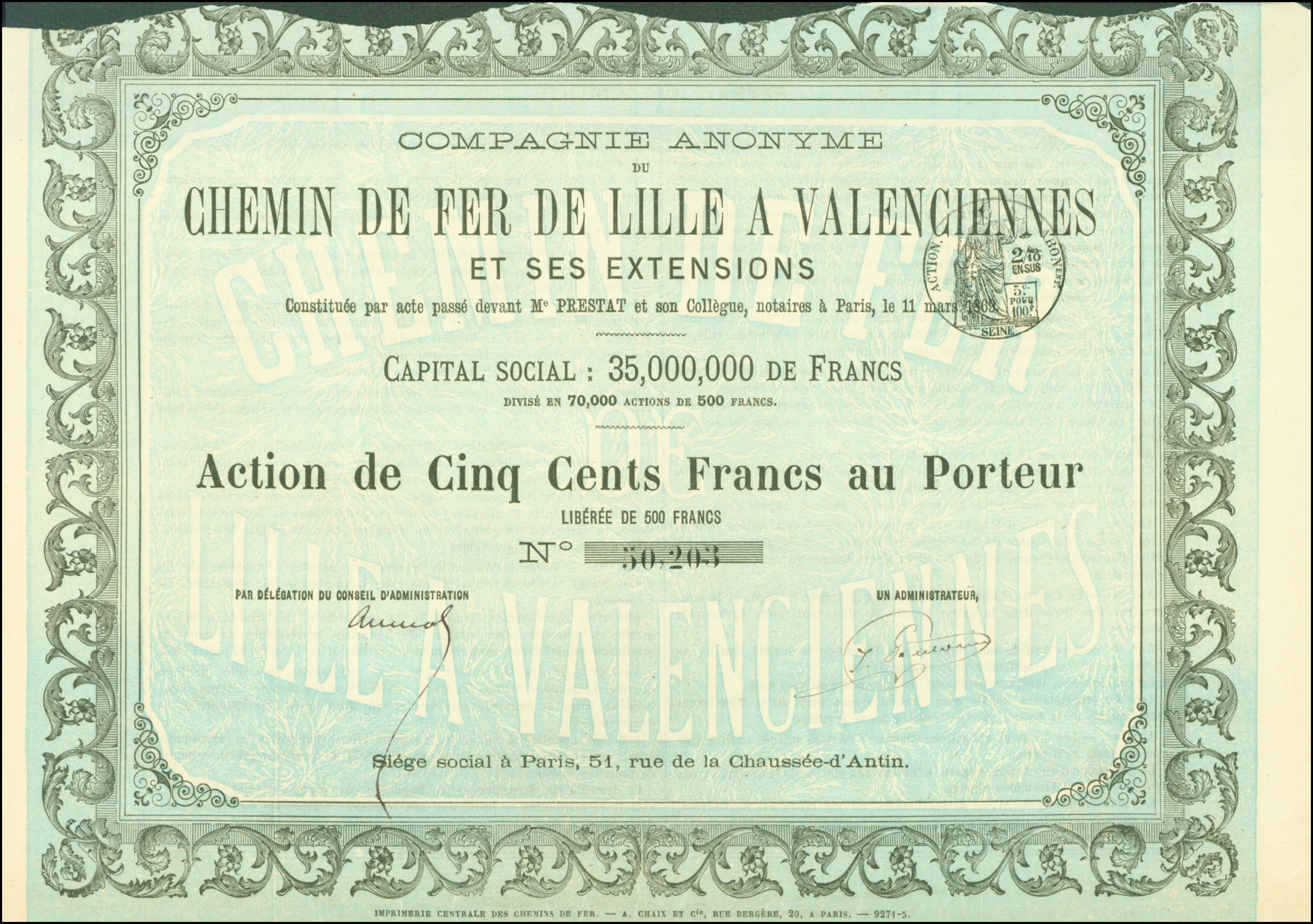
Action de la Compagnie anonyme du chemin de fer de Lille à Valenciennes et ses Extensions en date du 11 mars 1869

La Compagnie anonyme du chemin de fer de Lille à Valenciennes et ses Extensions est une compagnie de chemin de fer créée en 1869 pour gérer la concession acquise en 1864.

## Histoire
À l’origine, messieurs Guilbert-Estevez, (maire d’Orchies), Hamoir (Edouard), banquier et Viette (Louis Théodore), propriétaire, ont reçu la concession d'un chemin de fer entre ces deux villes par un décret du 11 juillet 1864. 
La Compagnie anonyme du chemin de fer de Lille à Valenciennes et ses Extensions est créée le 11 mars 1869 par un acte passé devant Maître Prestat, notaire à Paris. Le capital est divisé en 70 000 actions de 500 francs. Le siège social est situé à Paris, au 51 de la rue de la Chaussée-d'Antin. Elle se substitue dès lors aux concessionnaires initiaux.
Le 5 avril 1872, la compagnie se voit confier l’exploitation du réseau de la Compagnie du chemin de fer de Lille à Béthune et à Bully-Grenay. Le 12 août 1874, un décret l’autorise à se substituer à la Société Lebon et Otlet, , concessionnaire du chemin de fer de Lérouville à la ligne des Ardennes.
La Compagnie anonyme du chemin de fer de Lille à Valenciennes et ses Extensions signe un traité avec la Compagnie des chemins de fer du Nord, les 31 décembre 1875 et 2 février 1876, pour l’exploitation jusqu’à l’échéance de la concession de l’ensemble des lignes dont elle est concessionnaire. Ce traité est approuvé par un décret le 20 mai 1876.
La Compagnie anonyme du chemin de fer de Lille à Valenciennes et ses Extensions s’engage dès lors à ne plus accepter de concession dans les départements desservis par la Compagnie des chemins de fer du Nord.

## Les lignes
- Lille à Valenciennes
- Saint-Amand à Blanc-Misseron
- Saint Amand à Maulde-Mortagne
- Valenciennes à Douzies
- Don-Sainghin à Hénin Liétard